# Marcus Clarke
Marcus Andrew Hislop Clarke (n. 24 aprilie 1846 — d. 2 august 1881) a fost un romancier și poet de origine australiană. Este cunoscut mai ales pentru romanul său:For the Term of his Natural Life.